# Szent Liga (1593)
Az 1593-as Szent Ligát VIII. Kelemen pápa hozta létre a törökök ellen. Hosszú idő óta ez volt az első nagyobb európai összefogást célzó koalíció, mely az Oszmán Birodalom terjeszkedésének megállítását tűzte ki célul.
Az alapító pápai állam mellett I. Rudolf Habsburg uralkodó és az általa irányított Habsburg Birodalom országai (Ausztria, Magyarország, Csehország, Horvátország), a török vazallus Erdély és a szintén hűbéres román fejedelmek (Havasalföld, Moldva), Spanyolország, Velence, a Német-római Birodalom (ezen belül több kisebb-nagyobb hercegség, választófejedelemség, püspökség) és egy sor európai állam, valamint a toszkánai Szent István Lovagrend is beállt a szövetségbe. Ezenkívül a kozákokat, sőt a muzulmán perzsa Szafavidákat is bevonták, akik más frontokon kötötték le a törököket.
Kelemennek volt terve más államok csatlakoztatásával is (például Franciaország), de ezek kimaradtak a háborúból. A harcok fő hadszíntere Magyarország volt, ahol kirobbant a tizenöt éves háború, de közben a Földközi-tengeren és Kelet-Európában is megnyitottak frontokat a törökök, vagy azok hűbéreseinek lekötésére.
A harcok nem érték el sikerüket, mert ekkor a koalíció a belső feszültségek, mint a protestáns–katolikus ellentétek miatt, vagy az európai hadszervezet gyengesége és az oszmán hadsereg erőfölénye miatt meghiúsultak. Újabb kiterjedtebb koalíciót legközelebb 1664-ben hoztak létre, mely sikeresnek bizonyult, de a Habsburgok nem akarták támogatni. 1684-ben újabb nagyobb szövetség, a Második Szent Liga alakult meg, amely sikeres hadjárataival kiűzte a törököt Magyarországról, és – bár teljesen nem számolta fel az Oszmán Birodalmat, – de annyira megtörte azt, hogy hanyatlása már megállíthatatlanná vált.

## Külső hivatkozás
- R. Várkonyi Ágnes: Megújulások kora, Magyar Könyvklub, Budapest 1999. ISBN 963-547-070-3